# Nezapomeň na mě
Nezapomeň na mě (v originále Remember Me) je romantický film, kde v hlavních rolí hrají Robert Pattinson, který představuje mladého muže jménem Tyler Hawkins a Emilie de Ravin, která ve filmu vystupuje jako Ally Craig. Tyler je rebelující, náladový a bezcílný mladý muž, který pracuje v knihkupectví. Má napjatý vztah se svým otcem Charlesem (Pierce Brosnan), kvůli sebevraždě bratra Michaela. Tyler má mladší sestru Caroline, která je obětí šikanování. Tyler se zamiluje do Ally, která se stala svědkem vraždy své matky. Jejich vztah tak musí projít silnou zkouškou.

## Obsazení
- Robert Pattinson – Tyler Hawkins
- Emilie de Ravin – Ally Craig
- Chris Cooper – Neil Craig, otec Ally.
- Lena Olin – Diane Hirsch, Tylerova matka.
- Pierce Brosnan – Charles Hawkins, Tylerův otec.
- Martha Plimpton – Helen Craig, matka Ally.
- Ruby Jerins – Caroline Hawkins, Tylerova sestra.
- Gregory Jbara – Les Hirsch
- Tate Ellington – Aidan Hall
- Kate Burton – Janine
- Peyton List – Samantha
- Chris McKinney – Leo
- Amy Rosoff – Allyina přítelkyně
- Christopher Clawson - Michael
- Meghan Markle – Megan
- Morgan Turner – Jessica